# Elektriciteitscentrale Duisburg-Walsum
De STEAG elektriciteitscentrale Walsum is een steenkoolgestookte thermische centrale in de voormalige stad Walsum, nu een stadsdeel van Duisburg, Duitsland.
In 1928 werd op deze plaats een stoomcentrale ten behoeve van de steenkoolmijn Walsum te voldoen. Eind jaren 50 werd de centrale uitgebreid met drie eenheden (68 MW en twee keer 150 MW) voor elektriciteitsproductie. In 1988 werden twee eenheden vervangen door een nieuwe eenheid met een vermogen van 410 MW. In 2007 begon de constructie van nog een nieuwe eenheid. De mijn werd in 2008 gesloten. 
| blok    | Vermogen | Inbedrijfname | Status     |
| ------- | -------- | ------------- | ---------- |
| blok 6  | 68 MW    | 1957          | stilgelegd |
| blok 7  | 150 MW   | 1959          | stilgelegd |
| blok 8  | 150 MW   | 1959          | stilgelegd |
| blok 9  | 980 MW   | 1988          | actief     |
| blok 10 | 1750 MW  | 2013          | actief     |

De centrale, eigendom van STEAG, heeft tegenwoordig een vermogen van 600 MW. De centrale produceert naast elektriciteit ook stoom voor de nabije papierfabriek Norske Skog en warmte voor stadsverwarming. De centrale verbruikt jaarlijks ong 930.000 ton steenkool. Hiermee genereert ze ong. 2.2 miljard kWh elektriciteit, 33 miljoen kWh warmte voor stadsverwarming, 500.000 ton stoom en 250 miljoen m³ perslucht. De centrale heeft een 300m hoge schoorsteen.

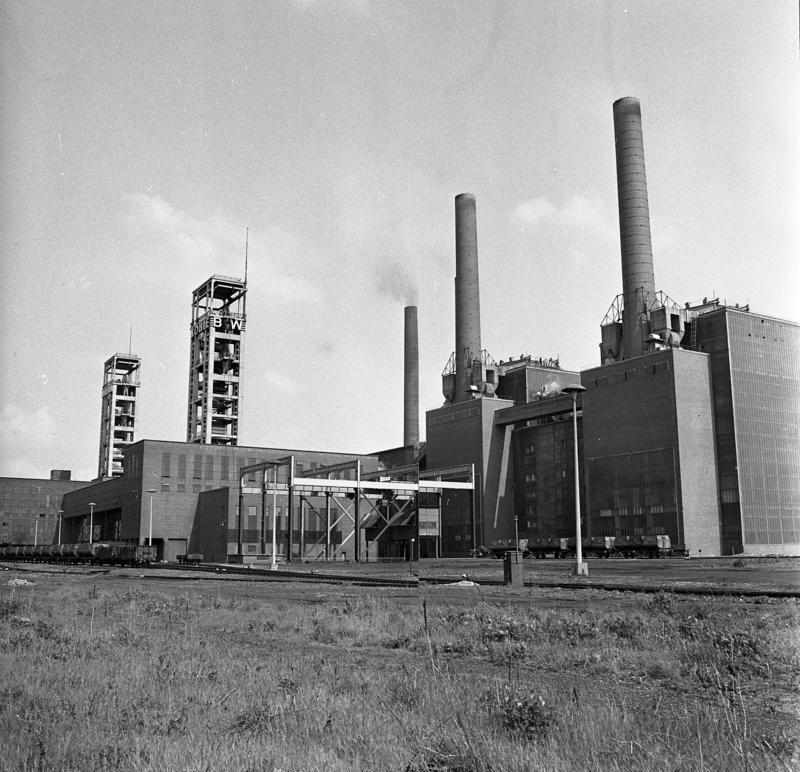
De steenkoolmijn en de centrale in 1962
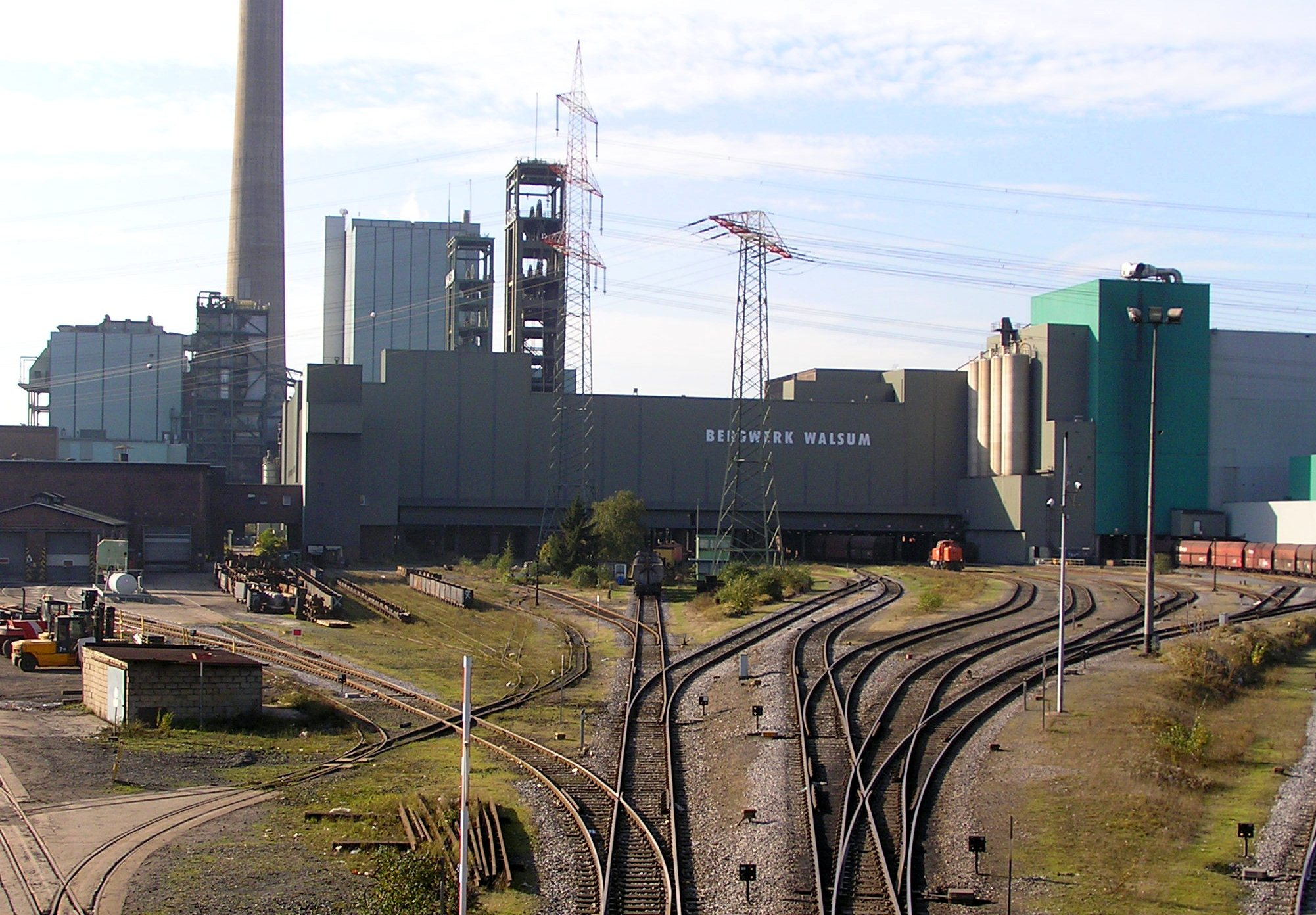
Het complex in 2005
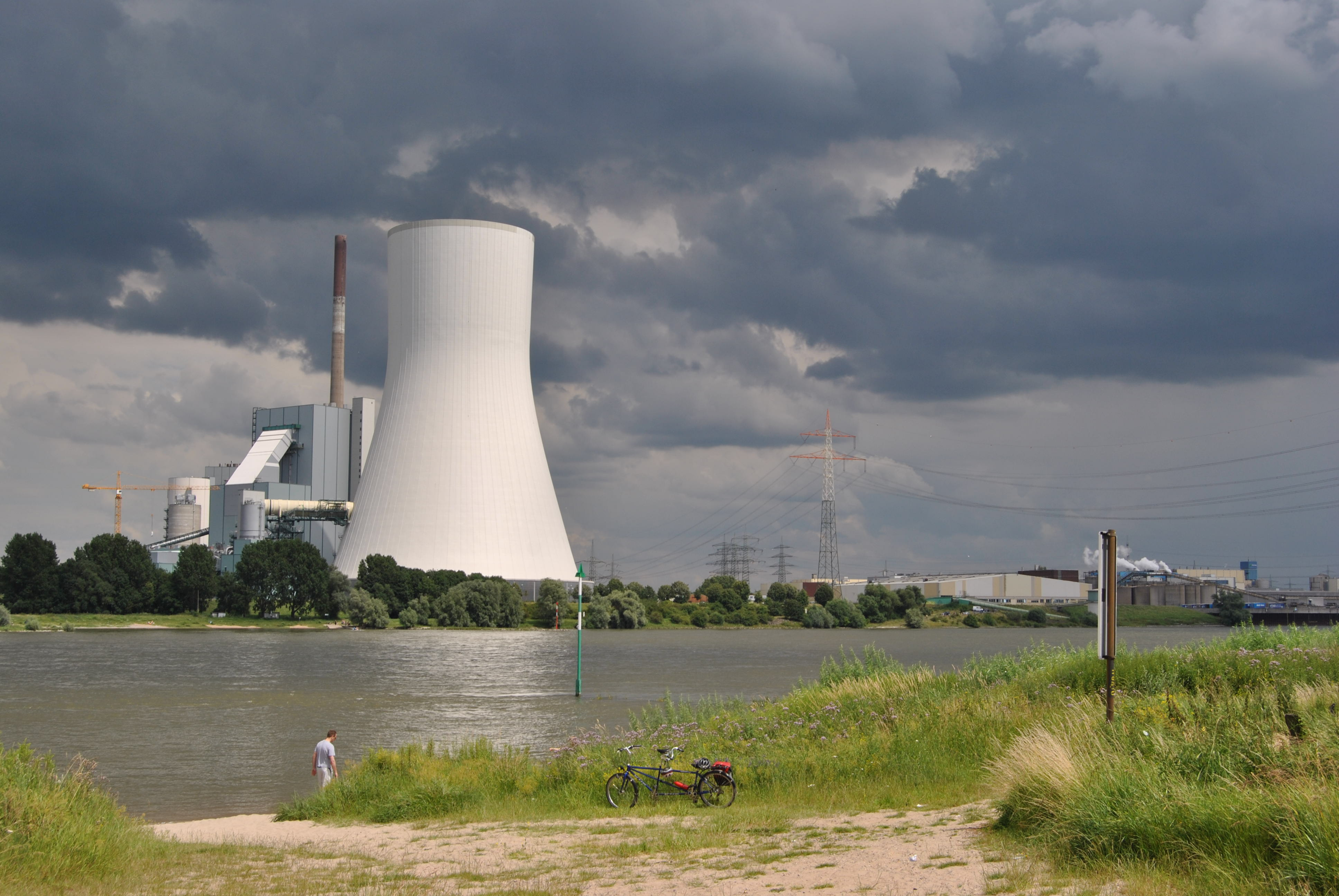
In 2012